# Pyura rapaformis
Pyura rapaformis är en sjöpungsart som beskrevs av Kott 1990. Pyura rapaformis ingår i släktet Pyura och familjen lädermantlade sjöpungar. Inga underarter finns listade i Catalogue of Life.